# Société coopérative de construction
En droit français, la société coopérative de construction est une forme spécifique de société, dérogatoire du droit commun, qui a pour objet la construction :
- d'un ou de plusieurs immeubles en vue de leur division par lots,
- d'un ensemble de maisons individuelles groupées à usage d'habitation,

destinés à être attribués ou vendus aux associés.
L'objet de ces sociétés est de construire pour le compte des associés, ce qui les différencie des sociétés de droit commun, qui ont pour finalité de construire et vendre à des tiers.
Ces sociétés sont régies en droit français par :
- le titre III de la loi du 24 juillet 1867,
- la loi n°47-1775 du 10 septembre 1947,
- la loi n°71-579 du 16 juillet 1971,
- les articles L. 213-1 à 213-15 du code de la construction et de l'habitation.

Les dispositions prévues au code de la construction sont d'ordre public (article L. 213-15).